# Expert Opinion on Drug Discovery
Expert Opinion on Drug Discovery, abgekürzt Expert Opin. Drug Discov., ist eine wissenschaftliche Fachzeitschrift, die vom Taylor & Francis-Verlag veröffentlicht wird. Die Zeitschrift erscheint mit sechs Ausgaben im Jahr. Es werden Übersichtsarbeiten veröffentlicht, die sich mit der Arzneistoffentwicklung beschäftigen.
Der Impact Factor lag im Jahr 2014 bei 3,539. Nach der Statistik des ISI Web of Knowledge wird das Journal mit diesem Impact Factor in der Kategorie Pharmakologie und Pharmazie an 58. Stelle von 254 Zeitschriften geführt.